# マーシー・マーシー・マーシー
「マーシー・マーシー・マーシー」（Mercy, Mercy, Mercy）は、ジョー・ザヴィヌルが作曲し、キャノンボール・アダレイのアルバムの中で発表された1966年の楽曲。

## 概要
1966年録音のアルバム『マーシー・マーシー・マーシー』に収録された。なおオリジナルのライナー・ノーツにはシカゴの「クラブ・デ・リサ」で録音されたと書かれてあるが、実際はロサンゼルスのキャピトル・レコードのスタジオで観客を前に演奏したものがレコードに使われている。ジョー・ザヴィヌルの演奏するエレクトリックピアノはウーリッツァー（Wurlitzer）であると言われている。
同年12月にシングル・カット。1967年1月7日付のビルボード・Hot 100に初登場82位を記録し、2月25日から3月4日にかけて2週連続で11位を記録。ビルボードのR&Bチャートでは2位までのぼりつめ、ジャズの楽曲としては異例のヒットとなった。アルバムも第10回グラミー賞において最優秀インストゥルメンタル・ジャズ・パフォーマンス（小編成グループ）賞を受賞した。

## 演奏参加者
- キャノンボール・アダレイ - アルト・サックス
- ナット・アダレイ - コルネット
- ジョー・ザヴィヌル - ウーリッツァー・エレクトリックピアノ
- ヴィクター・ガスキン - ベース
- ロイ・マッカーディ - ドラムス

## カヴァー
1967年、アメリカのロックバンドであるバッキンガムズが、本作品に歌詞をつけてコロムビア・レコードよりリリース。彼らのバージョンも同年8月12日付のビルボードのチャートで5位を記録した。
1997年、日本のロックミュージシャンである柳ジョージがカヴァー。バッキンガムズバージョンをベースに歌唱しており、アルバム『Lovin' Cup』に収録されている。